# Arnettsville (Virginia Occidental)
Arnettsville es un área no incorporada ubicada en el condado de Monongalia (Virginia Occidental), Estados Unidos. Está catalogada como un asentamiento humano por la Junta de Nombres Geográficos de los Estados Unidos.
El número de identificación (ID) asignado por el Servicio Geológico de Estados Unidos es 1553747. El código del censo y el código de clase es 02764 y U6 respectivamente. Se encuentra a 368 m s. n. m. (1207 pies) según el conjunto de datos de elevación nacional.